# Alexander Stølås
Alexander Stølås (Kopervik, 1989. április 30. –) norvég labdarúgó, a Sandnes Ulf hátvédje.

## Pályafutása
Stølås a norvégiai Kopervik városában született. Az ifjúsági pályafutását a helyi Kopervik IL csapatában kezdte, majd az Avaldsnes és a Haugesund akadémiájánál folytatta.
2009-ben mutatkozott be a Haugesund felnőtt csapatában. Mivel nem sikerül jól a debütálása, a 2011-es szezontól már a harmadosztályú Vard Haugesundnál játszott tovább. A 2012-es szezonban feljutottak a másodosztályba. A csapatnál eltöltött három szezonja alatt összesen 76 mérkőzésen lépett pályára és 21 gólt szerzett.
2014 januárjában visszatért az első osztályú Haugesundhoz. Először a 2014. március 29-ei, Lillestrøm elleni mérkőzés 80. percében Ugonna Anyora cseréjeként lépett pályára. Első gólját 2014. május 10-én, a Bodø/Glimt ellen 2–1-re elvesztett találkozón szerezte. 2016. július 16-án, a Viking ellen 4–1-re megnyert mérkőzésen kétszer is betalált a hálóba.
2022. január 13-án a másodosztályú Sandnes Ulfhoz igazolt.

## Statisztikák
2022. szeptember 17. szerint
| Klub        | Szezon   | Osztály     | Bajnokság | Bajnokság | Kupa  | Kupa | Nemzetközi | Nemzetközi | Összesen | Összesen |
| Klub        | Szezon   | Osztály     | Meccs     | Gól       | Meccs | Gól  | Meccs      | Gól        | Meccs    | Gól      |
| ----------- | -------- | ----------- | --------- | --------- | ----- | ---- | ---------- | ---------- | -------- | -------- |
| Haugesund   | 2014     | Tippeligaen | 28        | 4         | 2     | 4    | 3          | 0          | 33       | 8        |
| Haugesund   | 2015     | Tippeligaen | 20        | 1         | 0     | 0    | —          | —          | 20       | 1        |
| Haugesund   | 2016     | Tippeligaen | 28        | 5         | 1     | 0    | —          | —          | 29       | 5        |
| Haugesund   | 2017     | Eliteserien | 30        | 1         | 1     | 0    | 4          | 0          | 35       | 1        |
| Haugesund   | 2018     | Eliteserien | 29        | 4         | 2     | 0    | —          | —          | 31       | 4        |
| Haugesund   | 2019     | Eliteserien | 11        | 3         | 0     | 0    | —          | —          | 11       | 3        |
| Haugesund   | 2020     | Eliteserien | 23        | 0         | —     | —    | —          | —          | 23       | 0        |
| Haugesund   | 2021     | Eliteserien | 24        | 2         | 1     | 0    | —          | —          | 25       | 2        |
| Haugesund   | Összesen | Összesen    | 193       | 20        | 7     | 4    | 7          | 0          | 207      | 24       |
| Sandnes Ulf | 2022     | OBOS-ligaen | 18        | 1         | 3     | 2    | —          | —          | 21       | 3        |
| Összesen    | Összesen | Összesen    | 211       | 21        | 10    | 6    | 7          | 0          | 228      | 27       |

## Sikerei, díjai
Haugesund
- Norvég Kupa
  - Döntős (1): 2019

## Fordítás
Ez a szócikk részben vagy egészben  az   Alexander Stølås című angol Wikipédia-szócikk fordításán alapul.  Az eredeti cikk szerkesztőit annak laptörténete sorolja fel. Ez a jelzés csupán a megfogalmazás eredetét és a szerzői jogokat jelzi, nem szolgál a cikkben szereplő információk forrásmegjelöléseként.